# سکی‌سابار
سکی‌سابار (به مجاری:  Székelyszabar) یک شهرداری در مجارستان است که در ناحیه موهاچ واقع شده‌است. سکی‌سابار ۱۵٫۴۸ کیلومتر مربع مساحت و ۶۵۲ نفر جمعیت دارد.